# Senice (Nymburki járás)
Senice település Csehországban, a Nymburki járásban. Senice Vrbice, Úmyslovice, Podmoky, Velenice és Okřínek településekkel határos. Lakosainak száma 205 fő (2024. január 1.).

## Népesség
A település lakosságának változását az alábbi diagram mutatja:
| Lakosok száma | 229  | 312  | 362  | 265  | 214  | 175  | 201  | 198  | 202  | 205  |
|               | 1869 | 1900 | 1921 | 1961 | 1980 | 2011 | 2016 | 2019 | 2021 | 2024 |